# Unterach (Schiff, 1970)
Die Unterach ist ein Fahrgastschiff auf dem Attersee. Das Schiff wird von der Attersee-Schifffahrt betrieben und wird im Linienbetrieb und Charterverkehr eingesetzt. Es verfügt über 125 Sitzplätze auf zwei Decks.  Namensgeber des Fahrgastschiffes ist der im Süden des Attersees gelegene Ort Unterach.

## Geschichte
Bereits in der Zeit 1918 bis 1978 befuhr ein Schiff mit Namen Unterach den Attersee, ein 1870 erbauter Schaufelraddampfer. Dieser wurde als Attersee in Dienst gestellt, fuhr dann als Franz Ferdinand und ab 1918 als Unterach. Später wurde der Raddampfer zum Radmotorschiff umgebaut und 1978 außer Dienst gestellt und abgewrackt.
Das aktuelle Schiff wurde unter der Baunummer 38 im Jahr 1970 auf der Lux-Werft gebaut und mit dem Namen Bayern in Passau in Dienst gestellt. Auftraggeber des Neubaus war die in Passau ansässige Betriebsgemeinschaft der Dreiflüsserundfahrt Klinger, Köck und Vogl. Die Bayern fuhr von Mondorf am Rhein auf eigenem Kiel bis nach Nürnberg und wurde von dort auf dem Landweg zur Donau transportiert. Der Einsatz auf der Donau für die Reederei Köck aus Passau war auf Aussichtsfahrten in und um Passau beschränkt. Ursprünglich gab es nur das Einstiegsdeck mit dem mittigen Salon und dem frei stehenden Steuerhaus auf dem Vorschiff. Die Erweiterung um das Oberdeck als Freideck wurde in der Zeit zwischen 1980 und dem Verkauf an den Attersee durchgeführt.
Am 9. Juli 2016 wurde die Unterach – wie schon die beiden anderen am Attersee verkehrenden Fahrgastschiffe zuvor – anlässlich des Festivals „Gustav Mahler in Steinbach am Attersee“ einem Künstler gewidmet. Dazu gab es einen Künstlerwettbewerb, letztlich durfte Birgit Schweiger das Motiv entwerfen, mit dem das Schiff foliert wurde. Es bildet den jungen Gustav Mahler in seiner Umgebung ab, der in den Jahren 1893 bis 1896 in seinem Komponierhäuschen in Steinbach am Attersee arbeitete. Unter anderem saßen Christian Ludwig Attersee und Gerhard Haderer in der Jury.

## Beschreibung
Seit 1983 verkehrt das Schiff als Unterach auf dem Attersee. In der drei Schiffe umfassenden Flotte der Atterseeschifffahrt von Stern und Hafferl ist sie das kleinste und älteste Fahrzeug. Im Einstiegsdeck gibt es einen Salon mit 50 Sitzplätzen. Auf dem Sonnendeck finden 75 Personen einen Sitzplatz.